# Chinese kortvleugel
De Chinese kortvleugel (Brachypteryx  sinensis) is een zangvogel uit de familie Muscicapidae (vliegenvangers). De vogel werd in 1897 door C. B. Rickett en  J. De La Touche beschreven.

## Kenmerken
De vogel is 13 cm lang. Het mannetje is overwegend leikleurig blauw, van boven donkerder dan op buik en borst. Het mannetje heeft een smalle lichte wenkbrauwstreep.  Het vrouwtje is grijsbruin met een lichte oogring en een lichtgrijze buik.

## Verspreiding en leefgebied
De vogel komt voor in het Midden en Zuidoosten van de Volksrepubliek China. Het leefgebied is de ondergroei van vochtige, natuurlijke bossen in berggebieden tot maximaal 3000 meter boven zeeniveau.

## Status
De grootte van de wereldpopulatie is niet gekwantificeerd en over trends in de tijd zijn geen gegevens. Om deze redenen staat de vogel als niet bedreigd op de Rode Lijst van de IUCN.